# Municipio de Maple (condado de Monona)
El municipio de Maple (en inglés: Maple Township) es un municipio ubicado en el condado de Monona en el estado estadounidense de Iowa. En el año 2010 tenía una población de 944 habitantes y una densidad poblacional de 10,19 personas por km².

## Geografía
El municipio de Maple se encuentra ubicado en las coordenadas 42°10′6″N 95°51′15″O / 42.16833, -95.85417. Según la Oficina del Censo de los Estados Unidos, el municipio tiene una superficie total de 92.65 km², de la cual 92,36 km² corresponden a tierra firme y (0,32 %) 0,29 km² es agua.

## Demografía
Según el censo de 2010, había 944 personas residiendo en el municipio de Maple. La densidad de población era de 10,19 hab./km². De los 944 habitantes, el municipio de Maple estaba compuesto por el 96,19 % blancos, el 0,64 % eran afroamericanos, el 1,06 % eran amerindios, el 0,11 % eran asiáticos y el 2,01 % eran de una mezcla de razas. Del total de la población el 0,32 % eran hispanos o latinos de cualquier raza.